# Батюшков, Павел Львович
Павел Львович Батюшков (1765—1848) — член Военной коллегии, сенатор, генерал-майор, действительный тайный советник.

## Биография
Павел Львович родился 17 июня 1765 года, происходил из старинного дворянского рода Тверской губернии Батюшковых, был сыном Льва Андреевича Батюшкова (ум. 1798), члена Уложенной комиссии 1767 года и предводителя дворянства Устюженского уезда, от брака его с Анной Петровной Ижориной (1728—1765). Внук прокурора Полицмейстерской канцелярии и Штатс-конторы Андрея Ильича Батюшкова. Его брат, Николай Львович — отец поэта К. Н. Батюшкова.
Батюшков начал службу 26 февраля 1774 года рядовым в лейб-гвардии Семёновском полку, а 1 января 1789 года был произведён из сержантов в прапорщики этого полка. В том же году, находясь с полком на гребной флотилии в Финском заливе, участвовал в военных действиях против шведов. Продолжая службу в лейб-гвардии Семёновском полку, был произведён в подпоручики, поручики, капитан-поручики и в 1796 году — в капитаны.
В 1798 году Батюшков был назначен советником Военной коллегии, а после вступления на престол Александра I 17 марта 1801 года "в сравнение с сверстниками" был произведён из военных советников в генерал-майоры c оставлением в занимаемой должности. В 1803 году назначен членом Военной коллегии и занимал этот пост до реорганизации в структуре Военного министерства в 1812 году.
20 сентября 1821 года Батюшков был пожалован в тайные советники и назначен к присутствию в Правительствующий Сенат. В 1826 г. был включён в Верховный уголовный суд по делу декабристов. Являлся сенатором Второго департамената Сената, в 1832 году был определён во Временное Общее Собрание Сената и 16 апреля 1841 года произведён в действительные тайные советники. В 1843 году перемещён в неприсутствующие сенаторы, а в январе 1847 года уволен от службы.
В 1819 году Батюшков был награждён орденом Святой Анны 1-й степени, в 1824 году — орденом Святого Владимира 4-й степени за 35 лет службы, имел знак отличия за XL лет, затем за L лет (1839 год) беспорочной службы. В 1828 году ему было пожаловано имение Ключ Народицкий в Волынской губернии на 12 лет с 23 марта 1828 года, а до вступления во владение оным было повелено производить выплату по 2000 рублей серебром с 23 марта 1828 года.
Похоронен в Сергиевой пустыни близ Санкт-Петербурга.

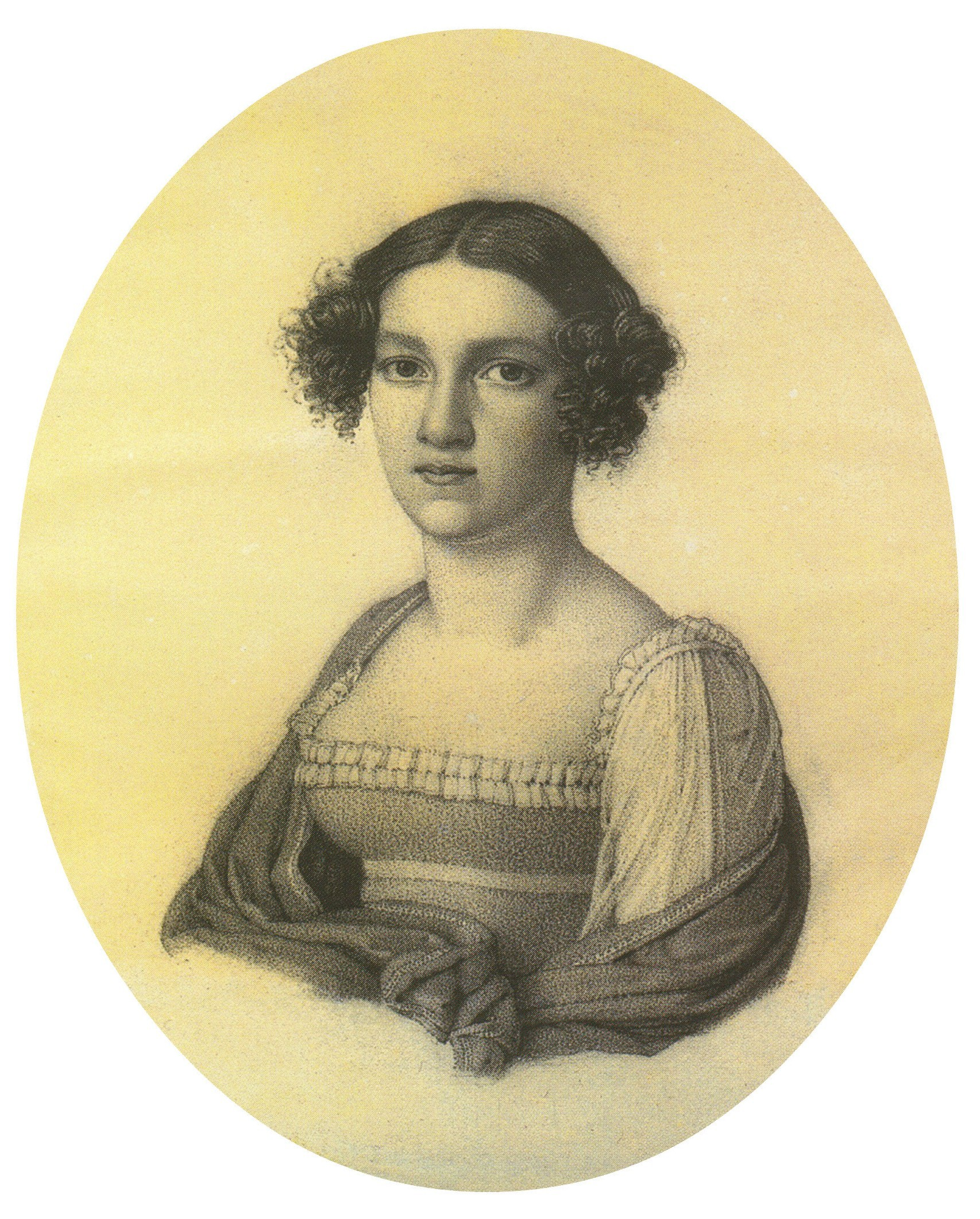
Софья Евстафьевна

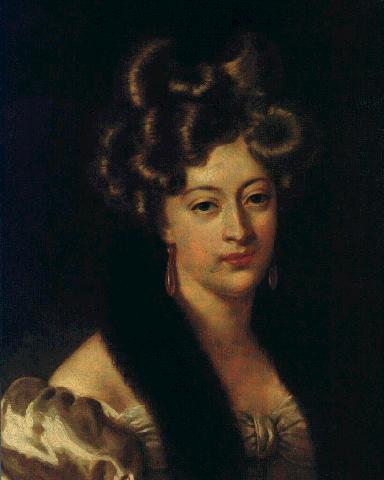
Елизавета Павловна

## Семья
Жена — София Евстафьевна Пальменбах (29.05.1781—29.07.1839), дочь полковника Е. И. Пальменбаха и внучка баронессы Е. И. Черкасовой. В 1800 году окончила Смольный институт с шифром и была пожалована во фрейлины Высочайшего двора. Похоронена рядом с мужем в Сергиевой пустыни, позже там появились могилы и двух их дочерей. В браке родились дети:
- Елизавета (10.12.1806[2]—24.04.1860[3]), крещена 19 декабря 1806 года при восприемстве М. Н. Муравьева и бабушки Е. А. Пальменбах; фрейлина Высочайшего двора, умерла от паралича.
- Анна (07.01.1808[4]—15.11.1870[5]), крещена 11 февраля 1808 года при восприемстве барона П. А. Черкасова и  бабушки Е. А. Пальменбах; фрейлина Высочайшего двора; умерла от ущемления кишечника, похоронена в Сергиевой пустыни.
- Софья (12.08.1809[6]— ?), крещена 11 сентября в церкви Св. Двенадцати апостолов при Главном управлении почт и телеграфов, крестница И. И. Черкасова и бабушки Е. А. Пальменбах.
- Лев (30.07.1811—30.03.1878), генерал-лейтенант, член Военно-учёного комитета Главного штаба.
- Александр (17.05.1814[7]— ?), крещен 24 мая 1814 года при восприемстве пажа А. Черкасова и бабушки Е. А. Пальменбах.
- Николай (04.05.1816[8]— 11.08.1868, Харьков), крестник бабушки Пальменбах, офицер лейб-гвардии Преображенского полка, действительный статский советник. Был дважды женат; 1я жена - Анна Алексеевна Шубинская (07.06.1821 - 20.05.1851); 2я жена (брак 30.05.1862) - Татьяна Алексеевна Смирнова (12.12.1827 - 15.06.1885), дочь действительного статского советника Алексея Ивановича Смирнова. От второго брака сын Павел Николаевич Батюшков (р. 22.07.1864, Харьков) - переводчик, научный работник, теософ, участник кружка «аргонавтов».

Племянником Павла Львовича, сыном его старшего брата Николая Львовича был известный поэт Константин Николаевич Батюшков. Как старший родственник тяжело заболевшего поэта, дважды ходатайствовал перед Сенатом о назначении опекунов к имению К. Н. Батюшкова: в августе 1825 года по его ходатайству был назначен опекуном муж Елизаветы Николаевны Батюшковой, сестры поэта, П. А. Шипилов, а в январе 1833 года Павел Львович просил об определении вместо Шпилова племянника К.Н. Батюшкова Г. А. Гревенса, что Сенат и сделал.